# Raggarskåra

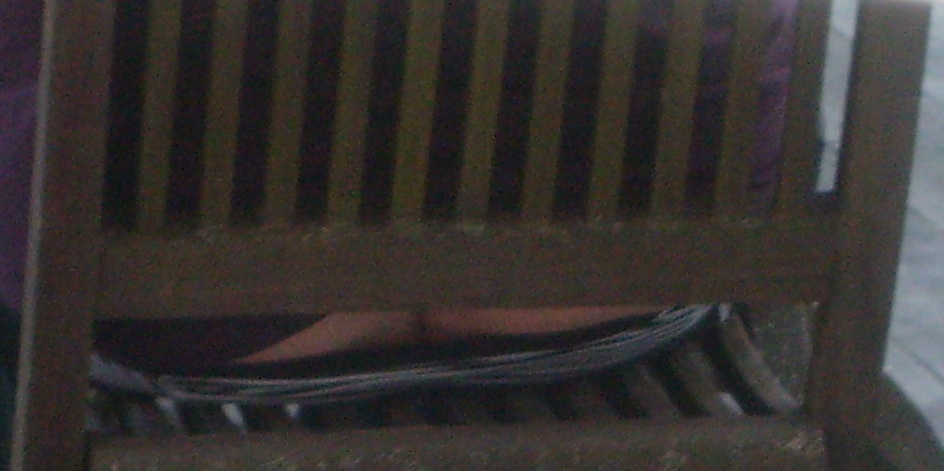
Ett exempel på raggarskåra.

Raggarskåra är en skämtsam benämning på mindre exponering av stjärten och stjärtskåran, ofta på grund av löst hängande byxor. Kallas ibland även för "rövhäng", "myntinkast" eller "asscrack".